# Máni
Máni, nella mitologia norrena, è il dio che guida il carro che trasporta la Luna, in contrapposizione alla sorella Sól che guidava il carro solare.
La leggenda narra che, poiché la sorella era stata data in sposa all'uomo chiamato Glenr, gli dèi si adirarono, costringendo i due fratelli a condurre rispettivamente i cavalli che trainano il Sole e la Luna per l'eternità. Due lupi inseguono i due fratelli, e quello che segue Máni è Hati, un lupo che anticamente era tutt'uno con un altro animale della stessa specie: Mánagarmr (letteralmente "cane della luna") che con lui condivide il suo destino di divorare Máni.
Máni ha due servitori, Bil e Hjúki, che porta con sé, come descrive accuratamente il Gylfaginning, la prima parte dell'Edda in prosa di Snorri Sturluson:
(Snorri Sturluson - Edda in prosa - Gylfaginning XI - Traduzione di Stefano Mazza.)
Era figlio del gigante Mundilfœri e di Glaur, come riportato nel Vafþrúðnismál 23:

Mundilfæri heitir,

hann er mána faðir

ok svá Sólar it sama;

himin hverfa

þau skolo hverjan dag

öldom at ártali.»

«Mundilfœri si chiama

colui che fu il padre della luna

e del sole ugualmente;

il cielo percorreranno

quei due ogni giorno

per segnare agli uomini il tempo.»»
(Edda poetica - Vafþrúðnismál - Il discorso di Vafþrúðnir XXIII - Traduzione di Dario Giansanti)
Al tempo del Ragnarǫk, la fine del mondo, Máni sarà raggiunto e divorato da Hati.
Poiché Máni trainava il carro della Luna, la mitologia norrena spiega le eclissi di Luna come i momenti in cui Hati riusciva quasi ad afferrarlo, coprendo parte della luce lunare che arrivava sulla Terra.